# Lista cetățenilor de onoare ai municipiului Craiova
Conform paginii oficiale a Primăriei Municipiului Craiova:

## 1932
- Nicolae Romanescu, primar al Craiovei

## 1947
- Elena Farago, scriitoare, traducătoare

## 1993
- Mihai Gheorghe Ionescu, general brigadă
- Ion Epuran, căpitan
- Constantin Nicolescu, general brigadă
- Liviu Titu Popescu, locotenent colonel
- Andrei Tudor, maior
- Zamfir Țolescu, maior
- Marin Gustav Ciprian, general de artelerie
- Ilie Ilașcu, senator
- Alexandru Leșco
- Tudor Petrov Popa
- Andrei Ivanțoc
- Petru Godiac
- Nicolae Boiangiu, căpitan
- A. Popescu

## 1995
- Lola Bobescu, violonistă
- Nicolas Mateesco-Matte, jurist, profesor universitar
- Dan Nicolae (post-mortem), arhitect, primar al Craiovei
- Corneliu Coposu, jurist, președinte PNȚCD

## 1996
- Ion Oblemenco, fotbalist, antrenor
- Ștefan Marius Milcu, prof. univ. dr., vicepreședinte al Academiei Române
- Ion Zamfirescu, prof. dr., istoric de teatru
- Marin Sorescu, scriitor, academician

## 1997
- Dinu C. Giurescu, prof. dr. doc., istoric, academician
- Ștefan I. Ștefănescu, prof. dr. doc., director al Institutului Nicolae Iorga

## 1998
- Ion Sârbu (post-mortem), scriitor
- Corneliu Baba (post-mortem), pictor, Artist al Poporului
- Constantin C. Angelescu (post-mortem), prof. dr., ministru
- Teodor Costin, dirijor, director al Filarmonicii Oltenia

## 1999
- Constantin Oțet, antrenor
- Lidia Șimon, atletă
- Mihai Buculei, prof. univ. dr.
- Emil Boroghină, actor, regizor, director al Teatrului Național Craiova
- Andrei Nicolae, profesor emerit, Director de Liceu

## 2000
- Dan Berindei, academician
- Jean Negulescu (post-mortem), regizor, pictor
- Constantin S. Nicolaescu-Plopșor, istoric
- Eugen Simion, președinte al Academiei Române
- Radu Voinea, prof. univ. Președinte al Academiei Române
- Tudor Gheorghe, actor, compozitor, interpret

## 2001
- Nicolae Văcăroiu, prim-ministru
- Mihnea Gheorghiu, scriitor, academician
- Virgil Joița (post-mortem), prof. Univ. Doctor în științe istorice
- Virgil Andronescu, maior
- Adrian Păunescu, scriitor, senator
- Irinel Popescu, prof. Univ. Senator, ministru Secretar de Stat
- Geo Saizescu, regizor, scenarist și actor

## 2002
- Ilie Balaci, fotbalist, antrenor
- Cristeana Matei-Cojocaru, atletă, maestru emerit al sportului
- Aurelian Segărceanu, tenismen, antrenor
- Emma Nicholson, baroneasă, deputată în Parlamentul European
- Sebastian Domozină, reporter de radio și televiziune
- Ion Dogaru, prof. Univ. Academician
- Valeriu Nestianu, profesor universitar, decan
- Ștefan C. Teodorescu, prof. Univ.

## 2003
- Mircea Ivănescu, prof. Univ., rector al Universității Craiova
- Silviu Lung, fotbalist, antrenor
- Gabriel Boldici, fotbalist, antrenor
- Nicolae Negrilă, fotbalist, antrenor
- Nicolae Tilihoi, fotbalist, antrenor
- Adrian Popescu, fotbalist, antrenor
- Emil Săndoi, fotbalist, antrenor
- Florin Cioroianu, fotbalist, antrenor
- Petre Purima, fotbalist, antrenor
- Grigore Ciupitu, fotbalist, colonel de poliție
- Petre Deselnicu, fotbalist, președinte al Clubului Sportiv Universitatea Craiova
- Nicolae Ungureanu, fotbalist, antrenor
- Aurel Țicleanu, fotbalist, antrenor
- Costică Donose, fotbalist, antrenor
- Ion Geolgău, fotbalist, antrenor
- Dumitru Marcu, fotbalist, antrenor
- Aurică Beldeanu, fotbalist, antrenor
- Mircea Irimescu, fotbalist, antrenor
- Costică Ștefănescu, fotbalist, antrenor
- Sorin Cârțu, fotbalist, antrenor
- Rodion Cămătaru, fotbalist, consilier municipal
- Zoltan Crișan, fotbalist, antrenor
- Nicolae Ivan, fotbalist, antrenor
- Marian Bîcu, fotbalist, antrenor
- Corneliu Andrei Stroe, atlet, prof. Univ.,  Președinte al Clubului Sportiv Universitatea Craiova [2]
- Teodor Țarălungă, fotbalist, observator FRF
- Lucian Strâmbeanu (post-mortem), fotbalist
- Vasile Frânculescu (post-mortem), medic sportiv, antrenor
- Cristian Țopescu, reporter radio și televiziune, director al ziarului ProSport
- Gheorghe Popescu, fotbalist, antrenor FIFA
- Grigore Vieru, scriitor, academician
- Petre Gigea, ambasador, primar al Craiovei
- Mugur Constantin Isărescu, guvernator BNR, academician
- Tiberiu Nicola (post-mortem), prof. Univ., rector al Universității Craiova
- Tudorel Ciurea, prof. Univ. Rector al Universității de Medicină din Craiova
- Ion Dobrescu, scriitor, specialist

## 2004
- Ion Iliescu, președinte al României
- Ion Predescu, magistrat, ministru
- Constantin Bușoi, profesor, primar al Craiovei
- Mircea Dinescu, scriitor, președinte al Uniunii Scriitorilor
- Eustațiu Gregorian, pictor, scenograf
- Nicolae Ionel Ciucă, locotenent colonel
- Leni Pințea Homeag, actriță
- Ion Pâlșoiu, general de brigadă
- Horia Davidescu, regizor, director al Teatrului de Păpuși Craiova
- Fănuș Neagu, scriitor, academician
- Constantin Voiculescu, prof. Univ. Scriitor
- Nestor Vornicescu, mitropolit al Olteniei

## 2005
- Nicolae Dan Gelep, colonel
- Emil Gheorghiță, general de brigadă
- Sorin Tănăsie, campion la box
- Bujor Iovănel, veteran de război
- Virgil Pruneș, colonel
- Nicolae Dabija, scriitor, publicist
- Mihai Cimpoi, critic și istoric literar
- Radu Berceanu, senator, vicepreședinte al Senatului, ministru
- Teoctist Arăpașu (post-mortem), patriarhul al Bisericii Ortodoxe Romane
- Gheorghe Stanciu, general de brigadă
- Marian Barbu, profesor scriitor, critic și istoric literar
- Victor Crăciun, scriitor, editor
- Tudor Nedelcea, scriitor, cercetător
- Vasile Tărâțeanu, scriitor, publicist
- Ștefan Iordache, actor
- Silviu Purcărete, regizor de teatru
- Alexandru Firescu, critic și istoric literar, scriitor
- Ovidiu Ghidirmic, critic literar, profesor universitar
- Marin Năstăsie, profesor, director Grup Școlar Electroputere
- Alexandru Dincă, director al Teatrului Național Craiova
- Sever Șontea, profesor universitar dr. Inginer
- Virgil Bălan, antrenor emerit, tenis de masa
- Ștefan Popa-Popas, artist plastic, caricaturist
- Gabriel Bratu, artist plastic, caricaturist
- Eugen Tănasie
- Natalia Mărășescu, antrenor emerit, maestru internațional al sportului la atletism
- Roxana Gatzel, handbalistă[3]

## 2006
- Traian Demetrescu, scriitor, publicist, traducător
- Amza Pellea, actor, director al Teatrului Național

## 2007
- Ilie Năstase, jucător de tenis
- Andrei Bondari, medic, profesor universitar

## 2008
- Gheorghe C. Georgescu, maior
- Traian Luculescu, general de brigadă
- Nicolae M. Miu, plutonier adjutant
- ‪Victor Nistor‬, locotenent colonel
- Ilie Șt. Șerbu, general de brigadă
- Ilie T. Ștefan, colonel
- Ion C. Barbu, colonel
- Tiberius Țolescu, colonel
- Ion Barbu
- Ilie Gheorghe, actor, profesor
- Vasile Bulucea, inginer, primar al Craiovei

## 2009
- Cristi Minculescu, artist liric, solist al trupei Iris
- Cicerone Ionițoiu, scriitor, om politic
- Marin Beșteliu, profesor universitar, scriitor
- Constantin Popeci, inginer mecanic

## 2010
- Petrache Mircea Trișcu
- Diana Maria Bușoi, deputat

## 2011
- Ana Maria Brânză, scrimeră
- Anca Măroiu, scrimeră
- Loredana Iordăchioiu, scrimeră
- Simona Alexandru, scrimeră
- Dan Podeanu, profesor de scrimă

## 2012
- Aurelian Cojocaru (post-mortem), general de flotilă aeriană
- Valer Dellakeza, actor
- Paul Rezeanu, profesor universitar
- Liviu Prunaru, violonist
- Liana Dumitrescu, politician

## 2013
- Mihai I al României, rege

## 2014
- Claudiu-Constantin Vulpoiu (post-mortem), sublocotenentul
- Radu Ionescu, chitarist
- Marcel Iureș, actor

## 2015
- Natașa Guțul, actriță
- Alexandru Mironov, profesor
- Ileana Vulpescu, scriitor

## 2016
- Eugen Doga, compozitor, pianist și dirijor
- Nicolae Bălașa, scriitor
- Dănuț Pascu, antrenor

## 2017
- Daniela Crăsnaru, scriitor
- Marius Cristian Cănuci, caporal
- Mihalache Tudorică, preot
- Valeriu Dogaru, actor
- Basarab Nicolescu,  fizician și filosof

## 2018
- Valentina Ardean-Elisei , handbalistă SCM Craiova, câștigătoare a Cupei EHF 2018
- Cristina Zamfir, handbalistă SCM Craiova, câștigătoare a Cupei EHF 2018
- Andreea Rădoi, handbalistă SCM Craiova, câștigătoare a Cupei EHF 2018
- Florentina Stanciu, handbalistă SCM Craiova, câștigătoare a Cupei EHF 2018
- Iulia Dumanska, handbalistă SCM Craiova, câștigătoare a Cupei EHF 2018
- Željka Nikolić, handbalistă SCM Craiova, câștigătoare a Cupei EHF 2018
- Carmen Șelaru, handbalistă SCM Craiova, câștigătoare a Cupei EHF 2018
- Jelena Trifunović, handbalistă SCM Craiova, câștigătoare a Cupei EHF 2018
- Ana Maria Țicu, handbalistă SCM Craiova, câștigătoare a Cupei EHF 2018
- Bogdan Burcea, antrenor SCM Craiova, câștigătoare a Cupei EHF 2018
- Grigore Albici, antrenor SCM Craiova, câștigătoare a Cupei EHF 2018
- Georgeta Tudor, actriță
- Apostolos Patelakis, profesor
- Florin-Ionel Murărescu, plutonier adjutant
- George-Cristian Olteanu, maior
- Marius-Bogdan Radu, caporal
- Florea Firan, director Editura Scrisul Românesc

## 2019
- George Constantinescu (post-mortem), savant și creatorul teoriei sonicității
- Theodor Matican, multiplu medaliat la competiții naționale și internaționale rezervate persoanelor cu dizabilități

## Legături externe
- Cetățeni de onoare ai Craiovei, primariacraiova.ro

## Vezi și
- Listă de personalități din Craiova